# Borzești, Cluj

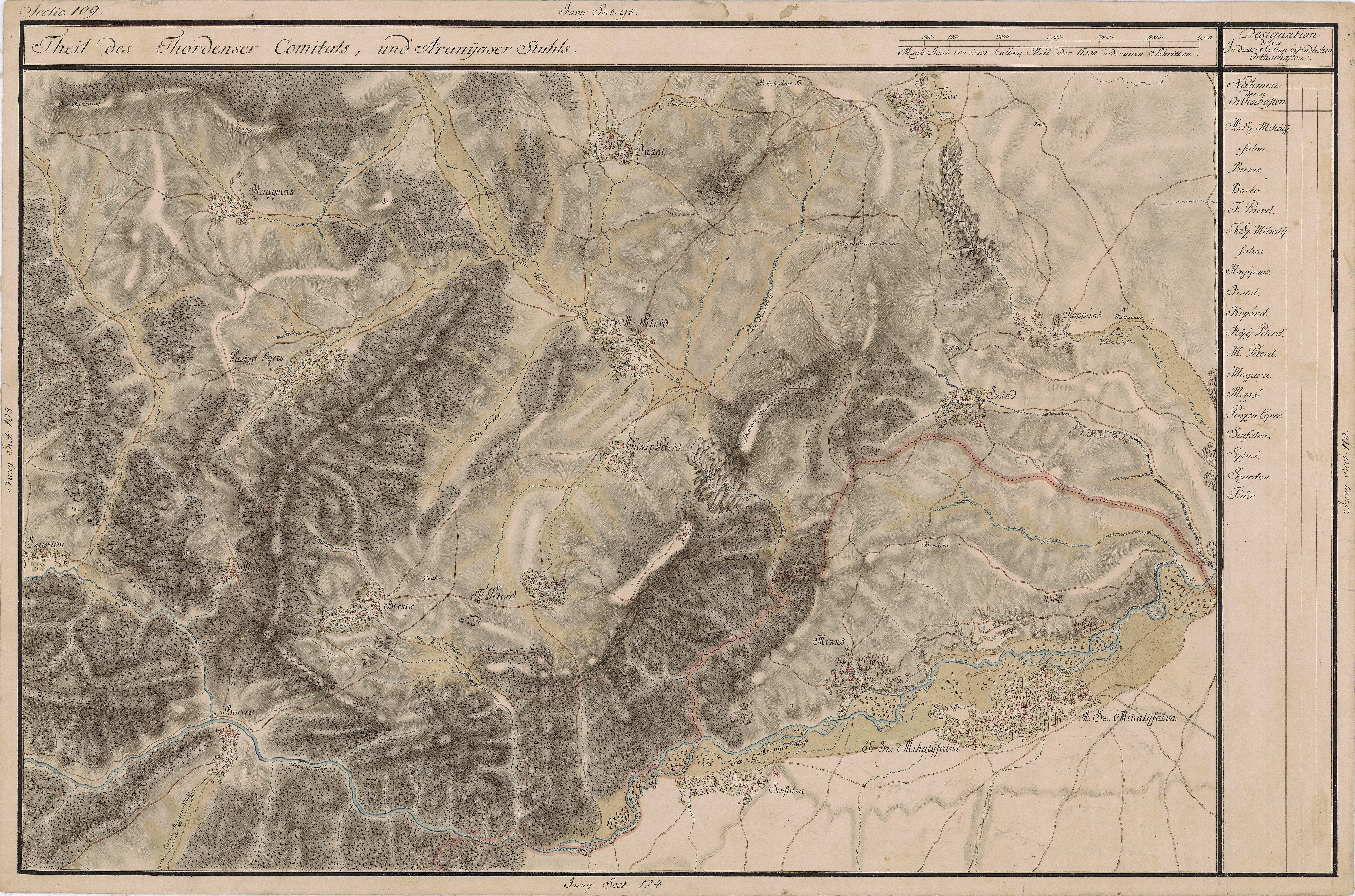
Borzești pe Harta Iosefină a Transilvaniei, 1769-1773 (Sectio 109)

Borzești (în maghiară Berkes, în perioada interbelică, până în 1922, denumirea în limba română era Berchiș) este un sat în comuna Iara din județul Cluj, Transilvania, România.

## Istoric
Pe Harta Iosefină a Transilvaniei din 1769-1773 (Sectio 109) satul Borzești apare sub numele de Berkes. La est de sat pe hartă este marcat prin semnul π locul public de pedepsire a delicvenților în perioada medievală.
Satul și-a schimbat în anul 1922 numele din „Berchiș” in „Borzești” în onoarea familiei Borza (părinții prof. Alexandru Borza), originară de aici, dar și pornind de la faptul că foarte numeroase familii localnice poartă de generații numele Borza. Prof. Alexandru Borza s-a născut la Alba Iulia.

## Date geografice
Prin sat curge Valea Borzești, care - înainte de vărsarea în Arieș (in aval de Buru) - formează Cheile Borzești.
Altitudinea medie: 624 m.

## Lăcașuri de cult
- Vechea mănăstire (“Mănăstirea Berchișului”). Mănăstirea, situată la 500 m sud de Borzești (în locul numit de către localnici "La Mănăstire"), a fost de cult ortodox (coordonate: 46.532831, 23.613496), fiind demult distrusă. A fost o mănăstire-filială a vechii Mănăstiri a Petridului în secolul al XVI-lea, perioadă în care această mănăstire a aparținut tot cultului ortodox. Terenul aferent mănăstirii a avut o lungime de 40 stânjeni vienezi[2] (76 m) și o lățime tot de 40 stânjeni (76 m). Mai poseda un fânaț de 4 care de fân și o pădurice lungă de 60 stânjeni (114 m) și lată de 24 stânjeni (45 m). În pofida ordinului de distrugere a mănăstirilor ortodoxe din Ardeal, emis de generalul Adolf von Buccow în anul 1761, lăcașul de cult a scăpat neatins. Averea mănăstirii a fost însă ulterior însușită de săteni în timpul unor tulburări politice[3].
- Biserica „Sf. Arhangheli Mihail și Gavriil”, acoperită (inițial) cu șindrilă, azi cu tablă; picturi pe tavan și altar (monument istoric).

## Monumente
- Biserica „Sf. Arhangheli Mihail și Gavriil”, înscrisă pe Lista monumentelor istorice din județul Cluj[4], elaborată de Ministerul Culturii din România în anul 2015 (Cod LMI: CJ-II-m-B-07537, Cod RAN: 58035.01).

## Obiective turistice
- Cheile Borzești

## Economie
- Carieră de bentonit (coordonate: 46.521624, 23.626658).
- Carieră de piatră în locul numit „Gura Jigăului" (coordonate: 46.525177, 23.626672).

## Galerie de imagini

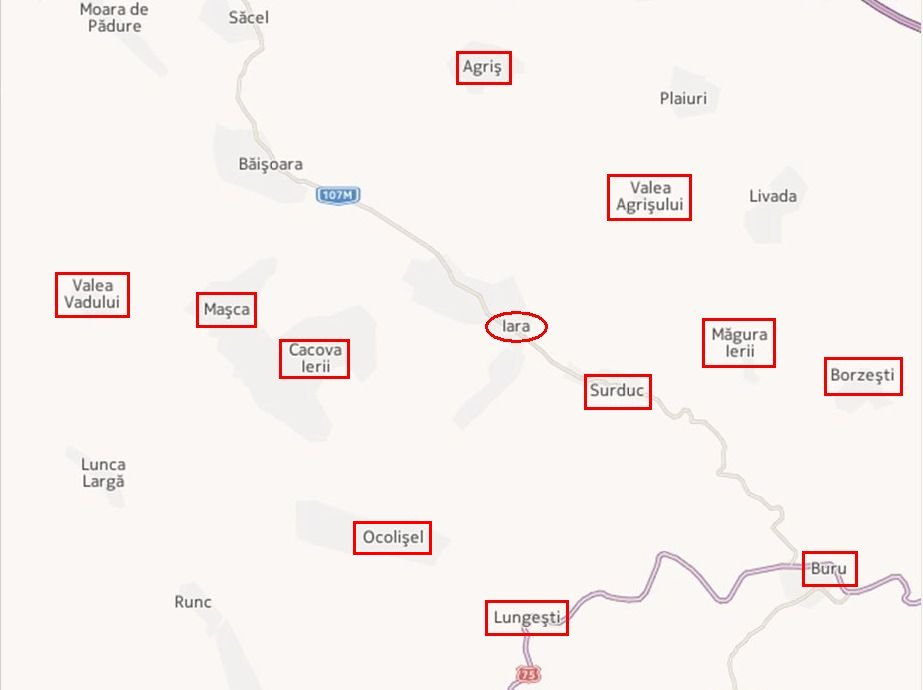
Comuna Iara și satele componente
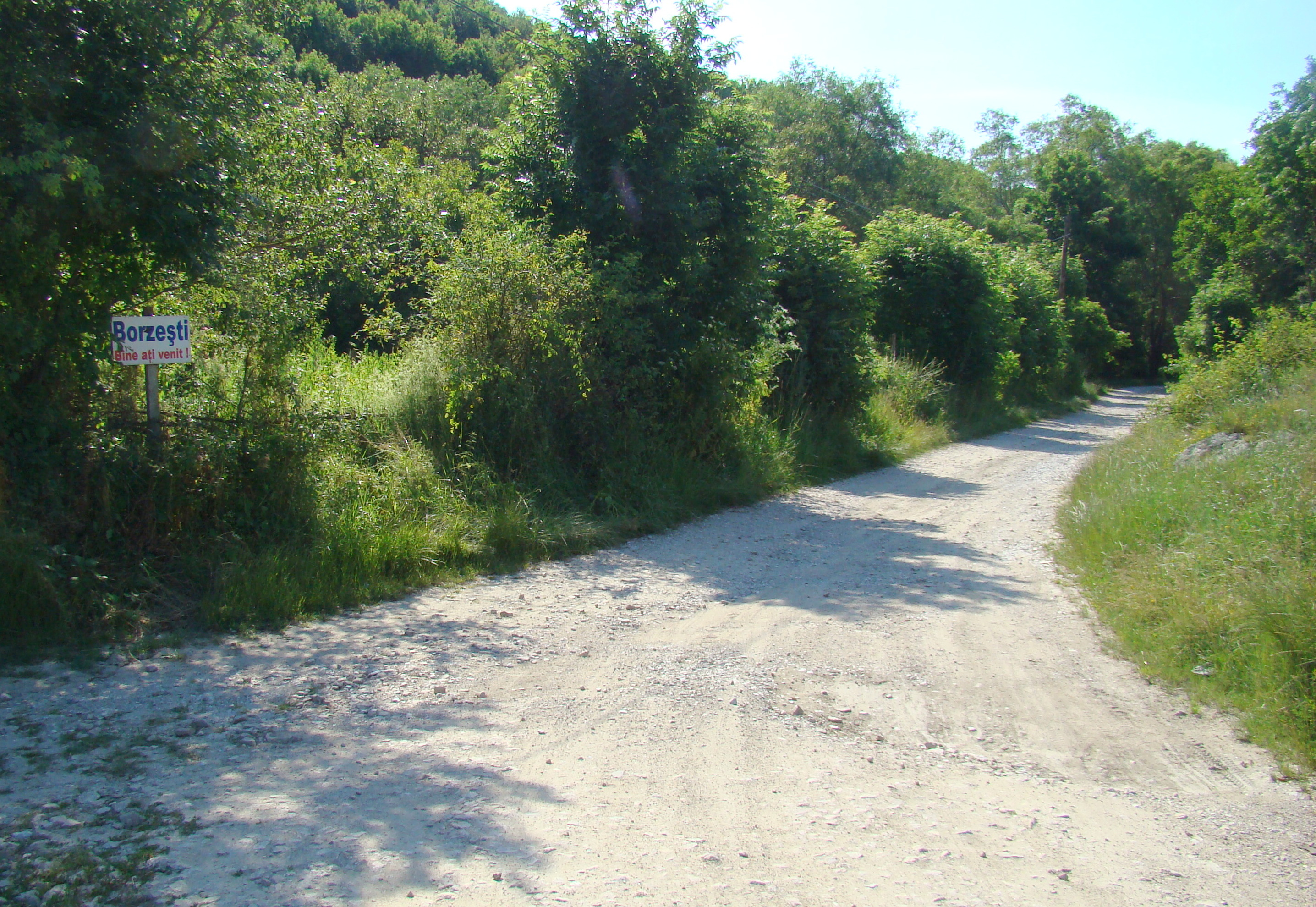
Intrarea în localitate
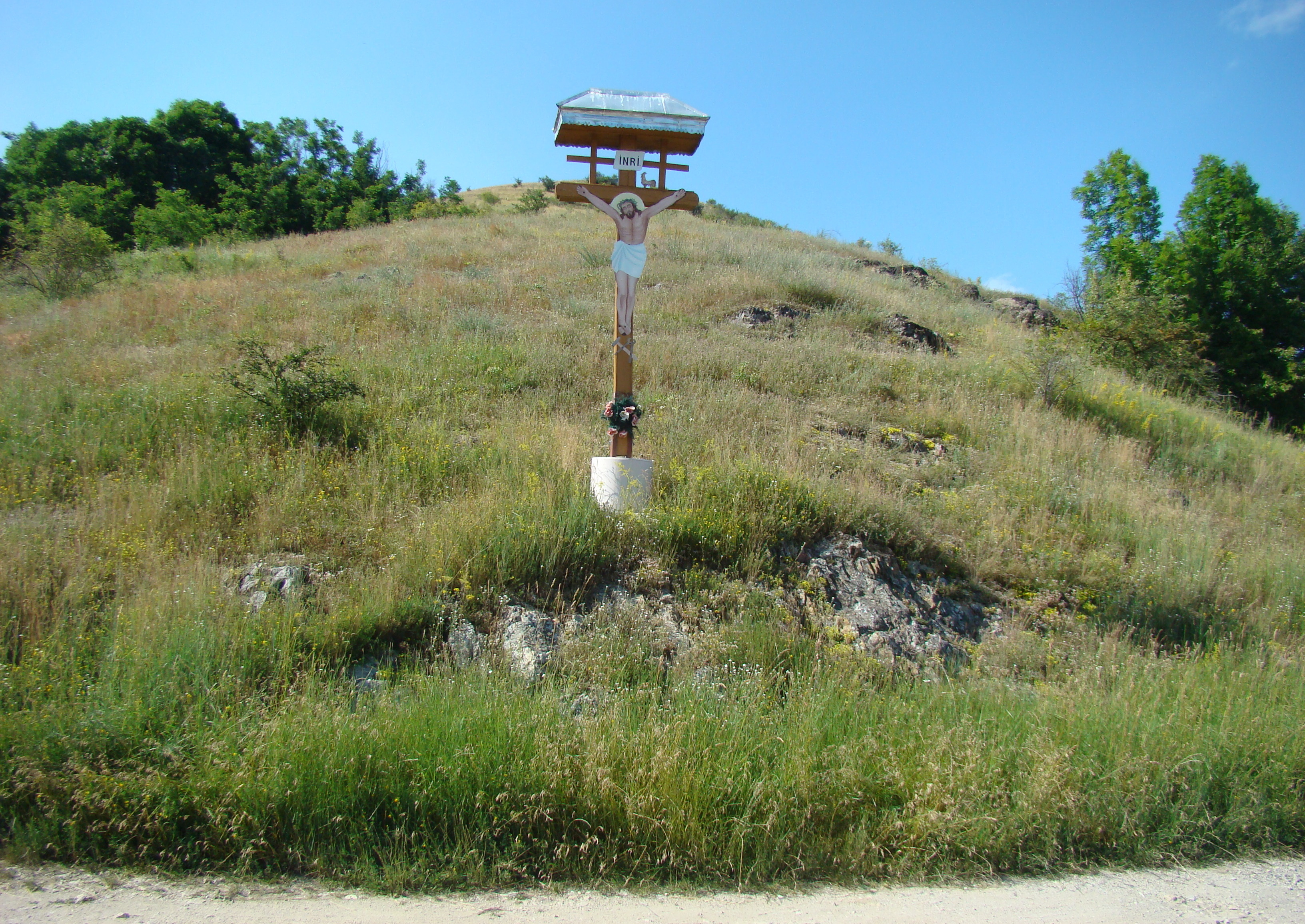
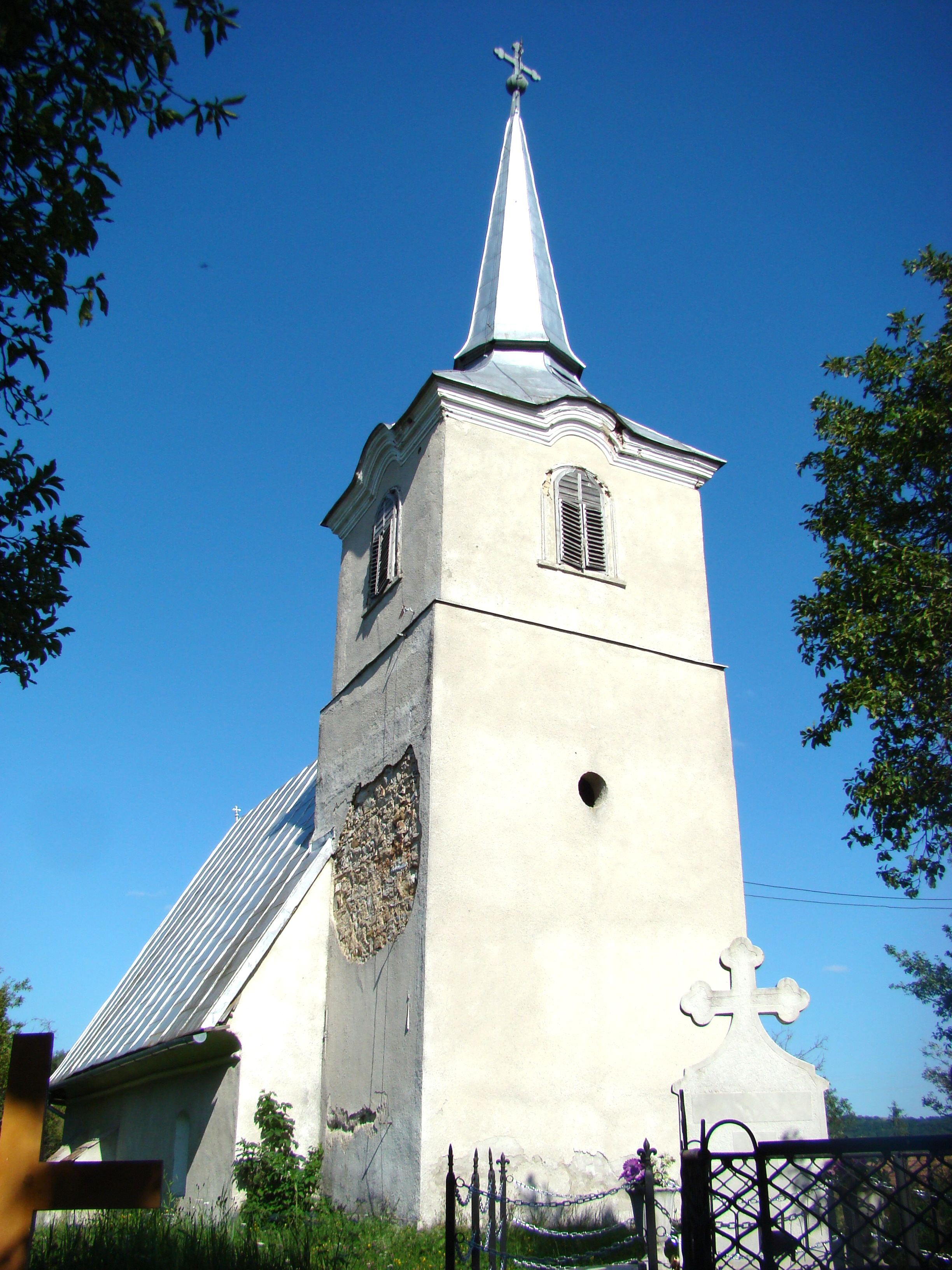
Biserica „Sfinții Arhangheli Mihail și Gavriil" (monument istoric)
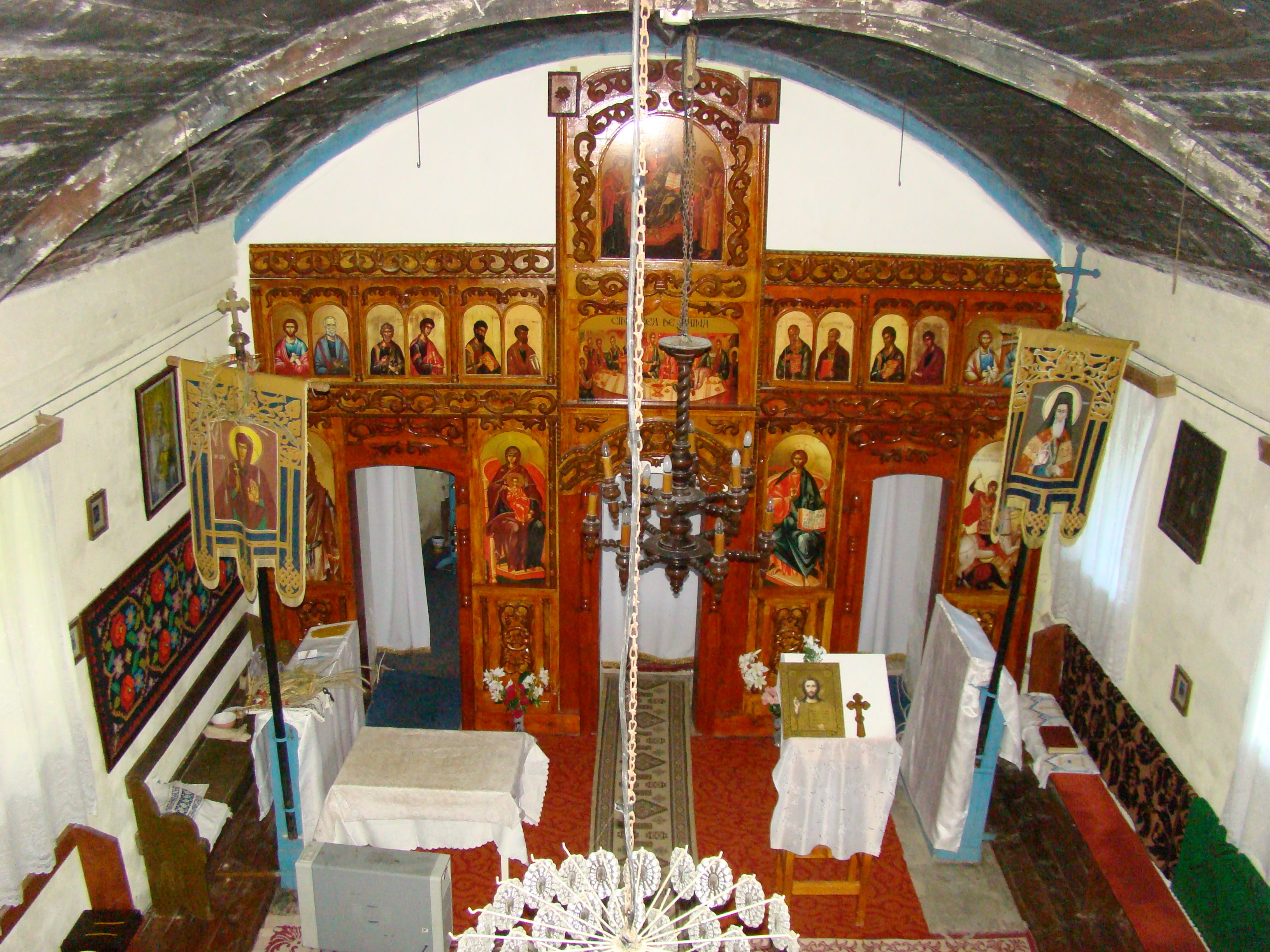
Biserica „Sfinții Arhangheli Mihail și Gavriil" (interiorul navei văzut din corul bisericii)
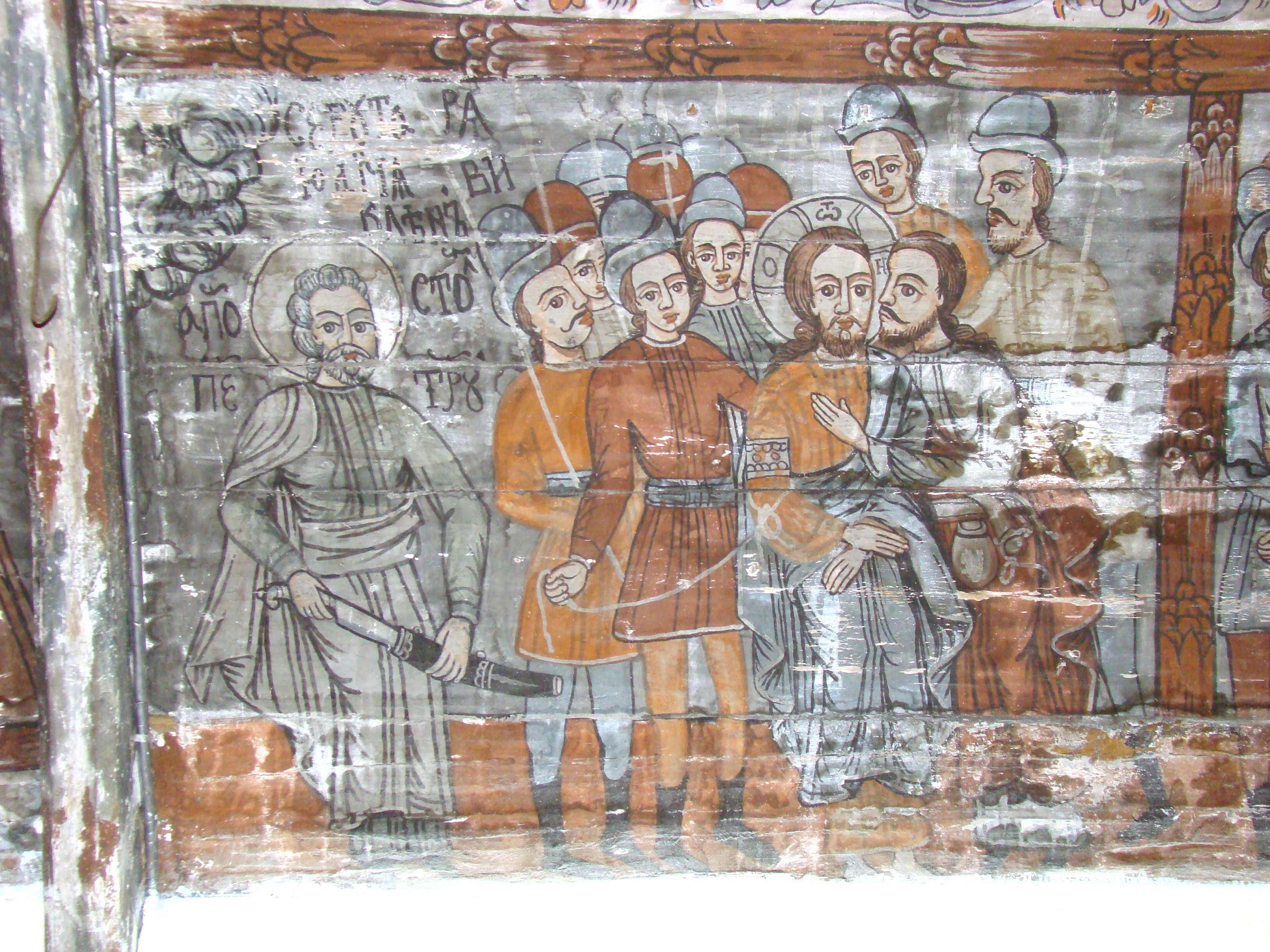
Biserica „Sfinții Arhangheli Mihail și Gavriil" (pictura interioară, scenă din ciclul hristologic)
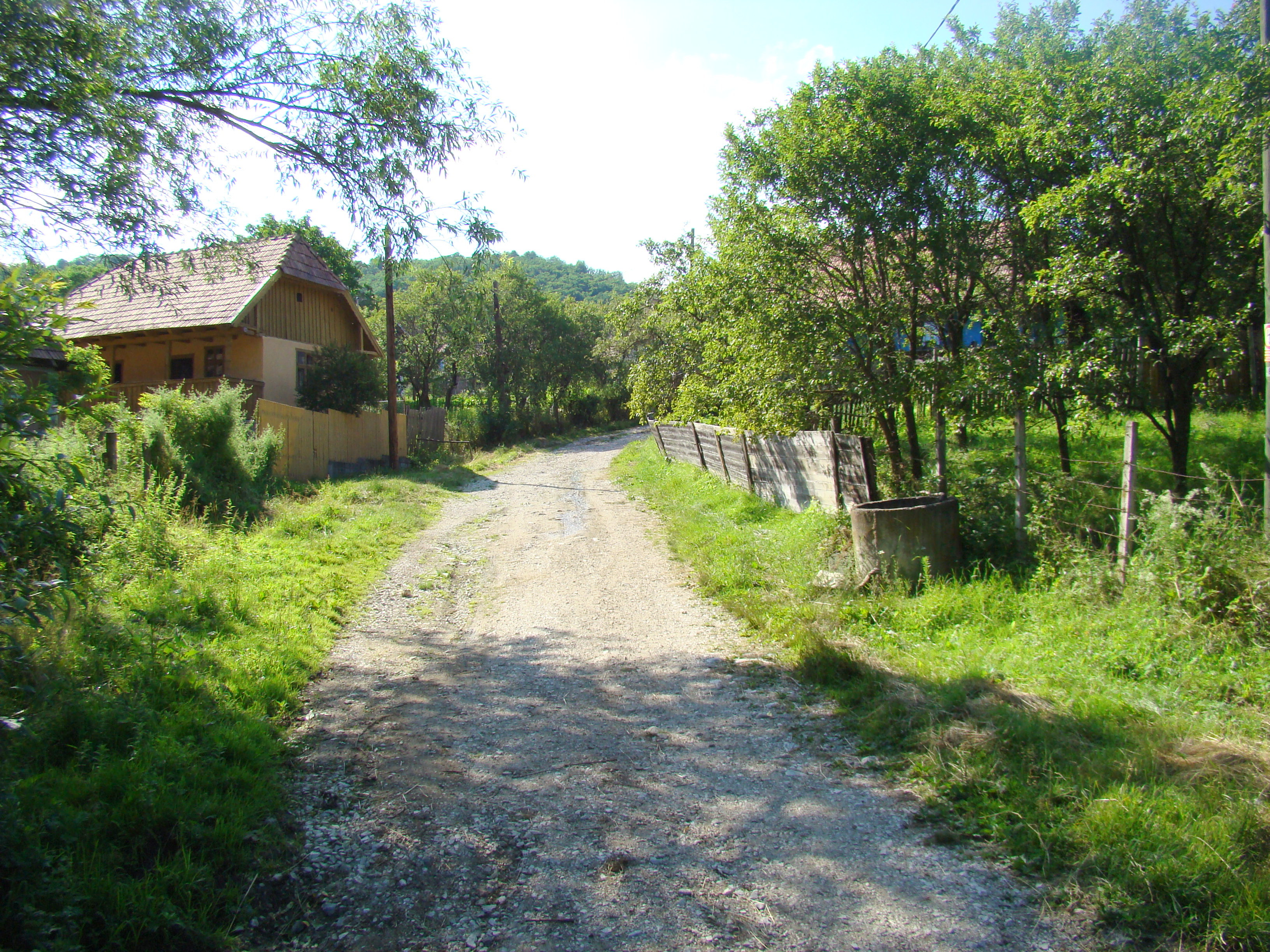
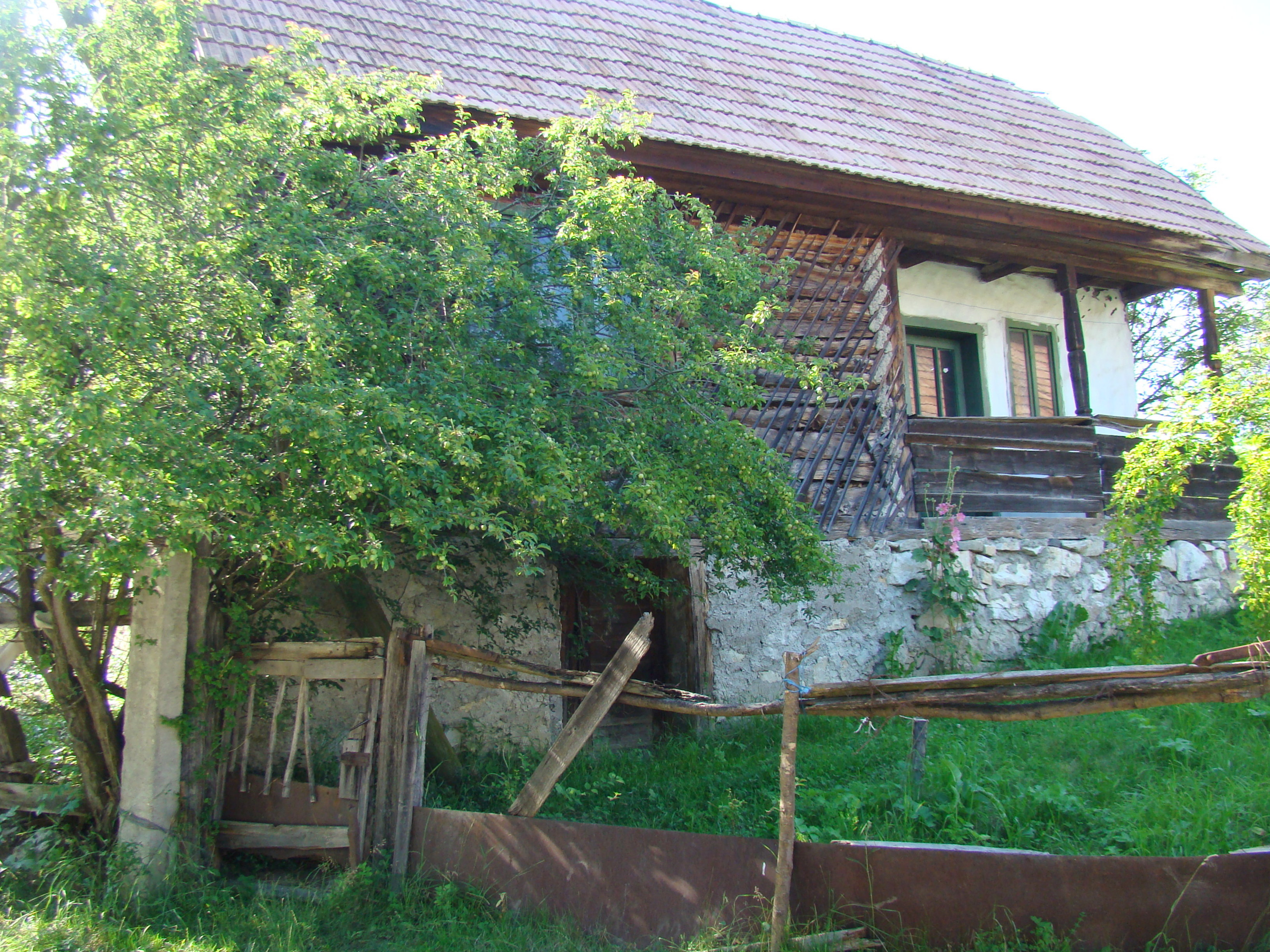
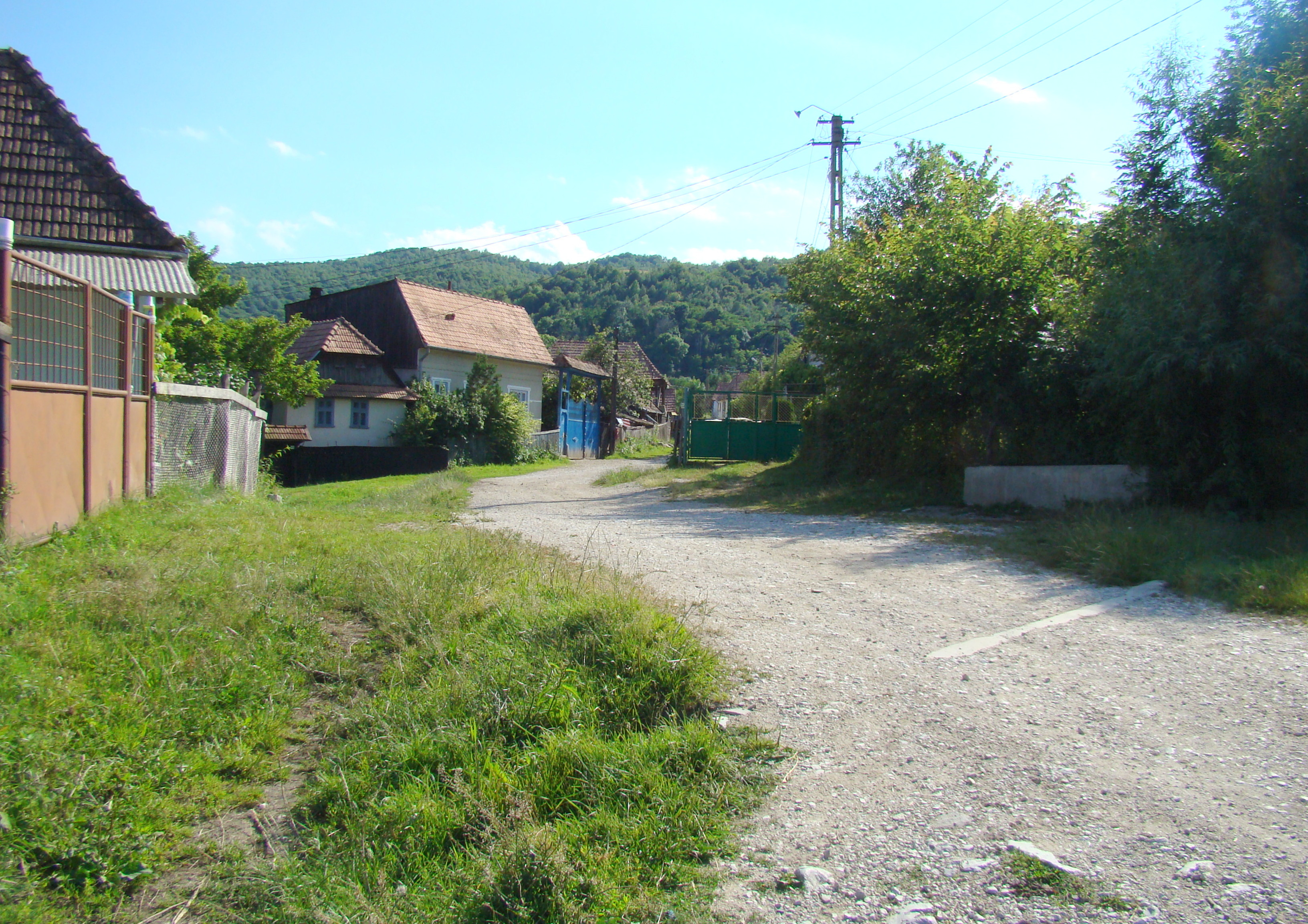
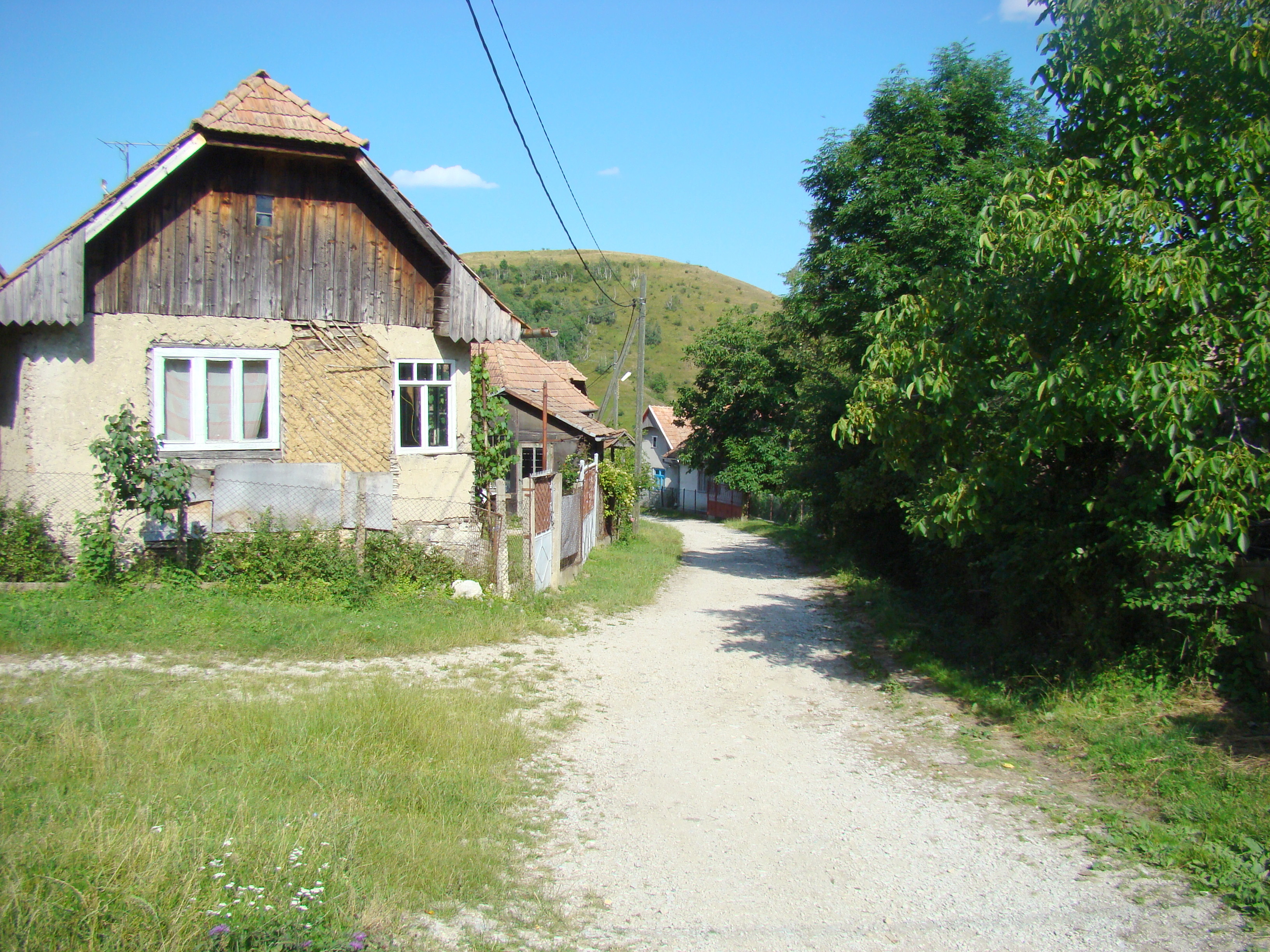
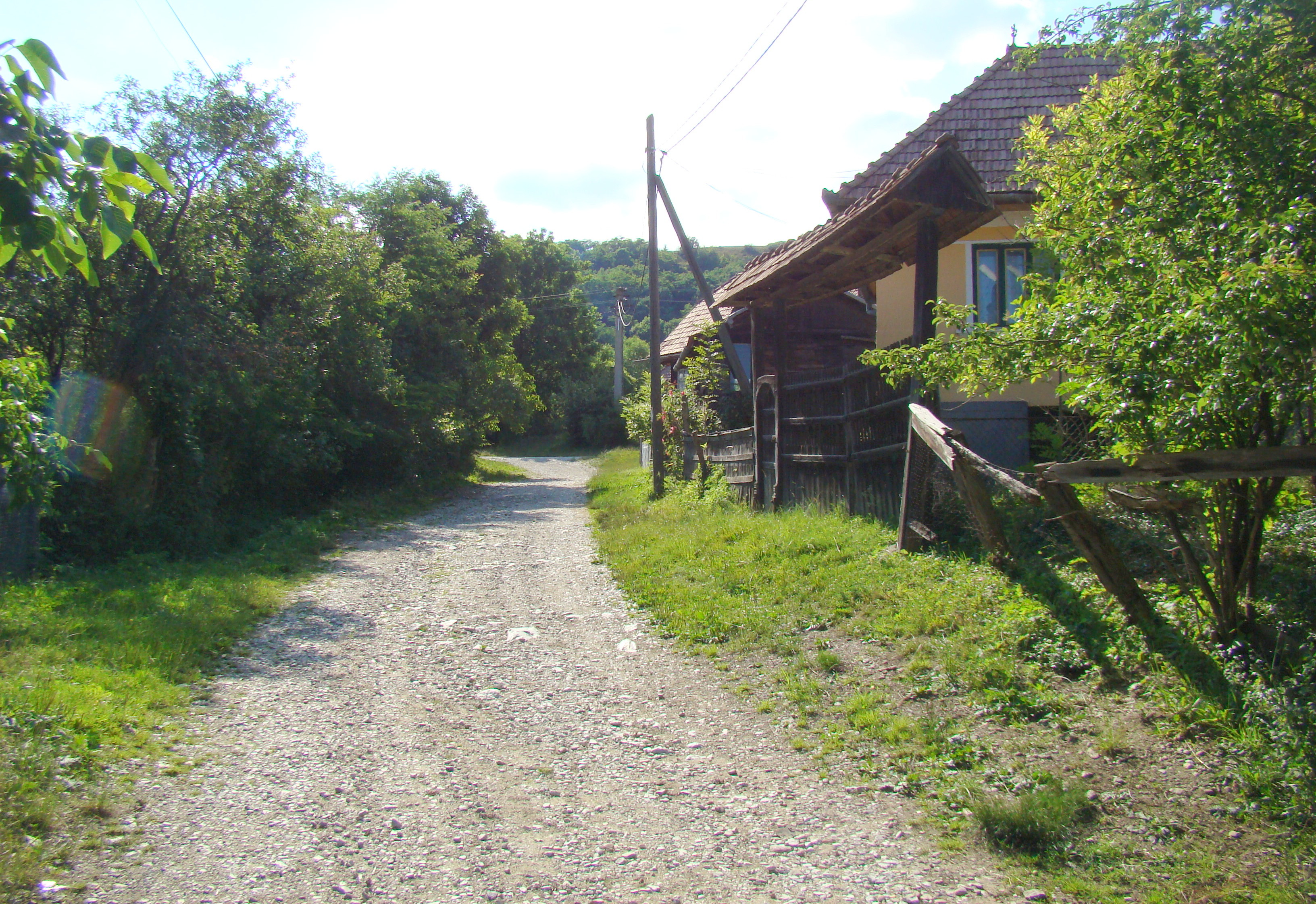
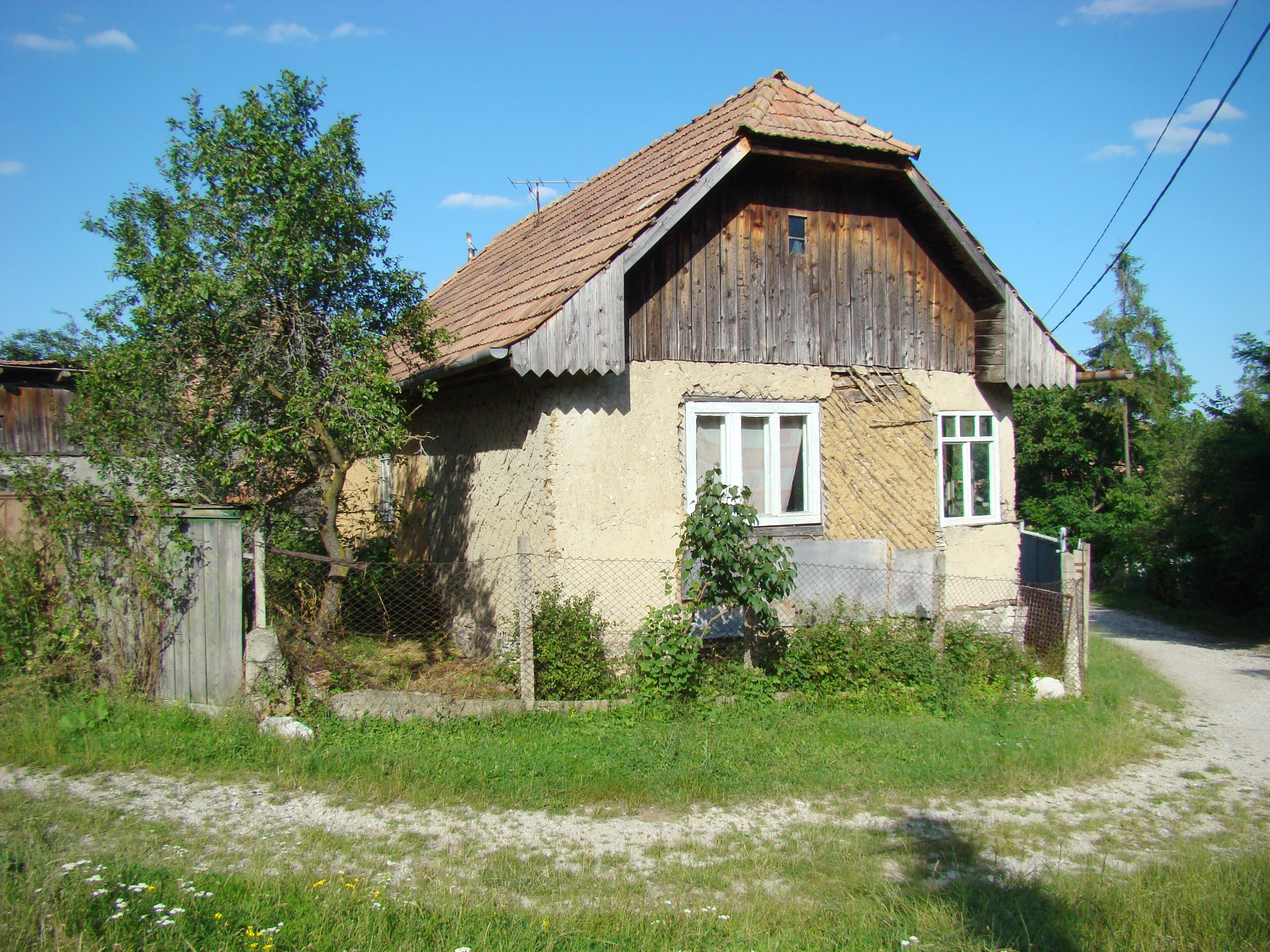
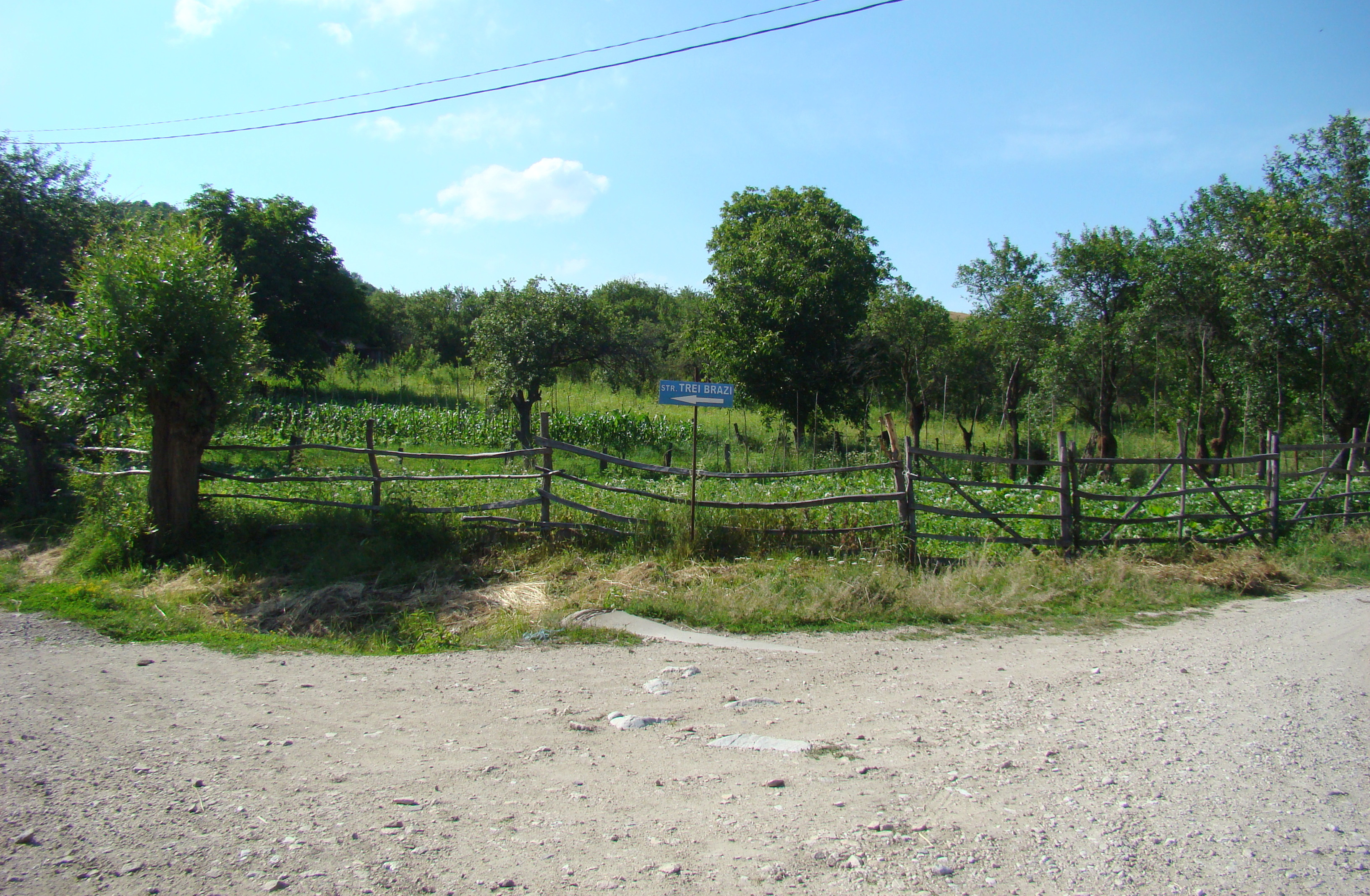
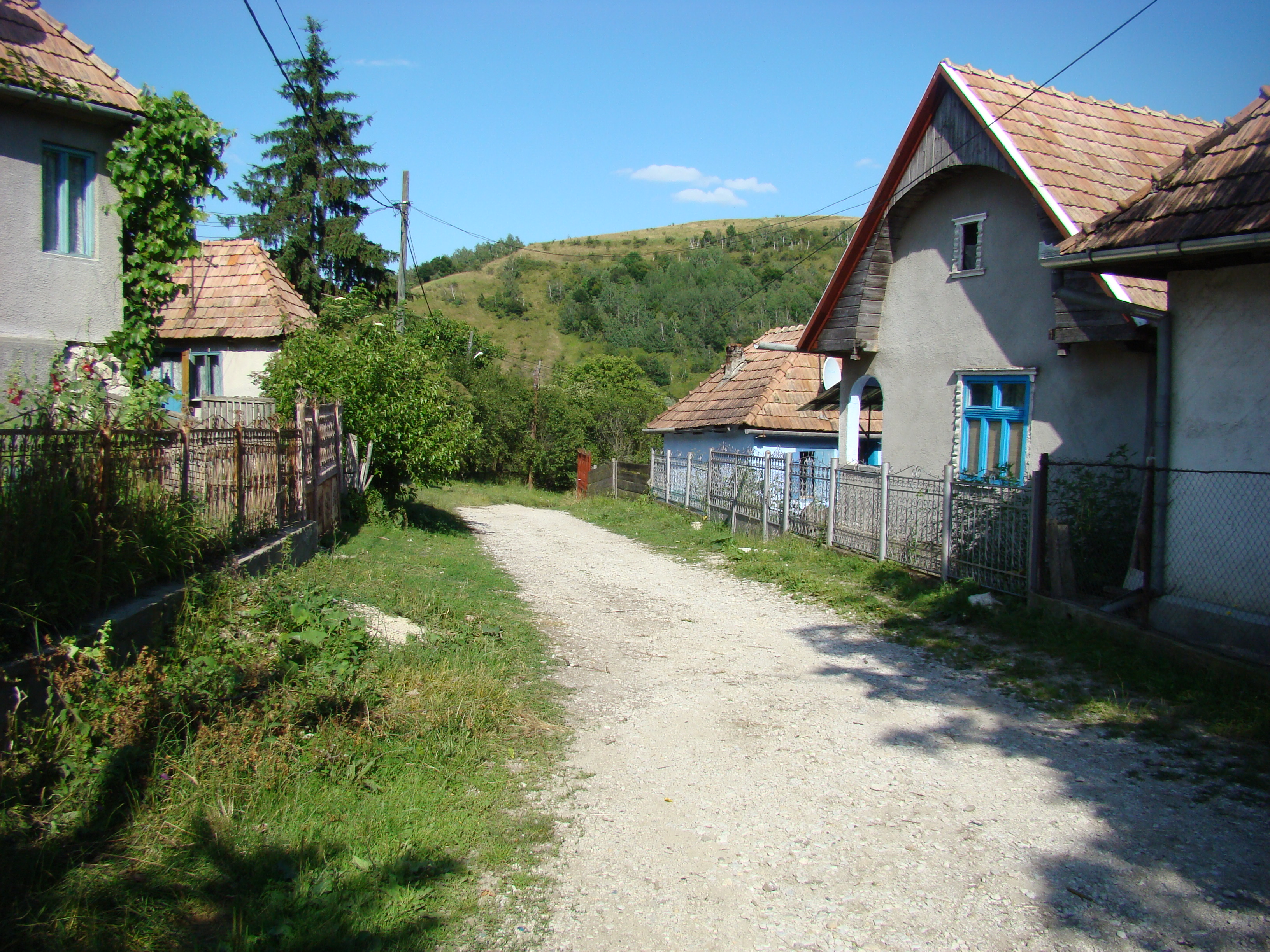
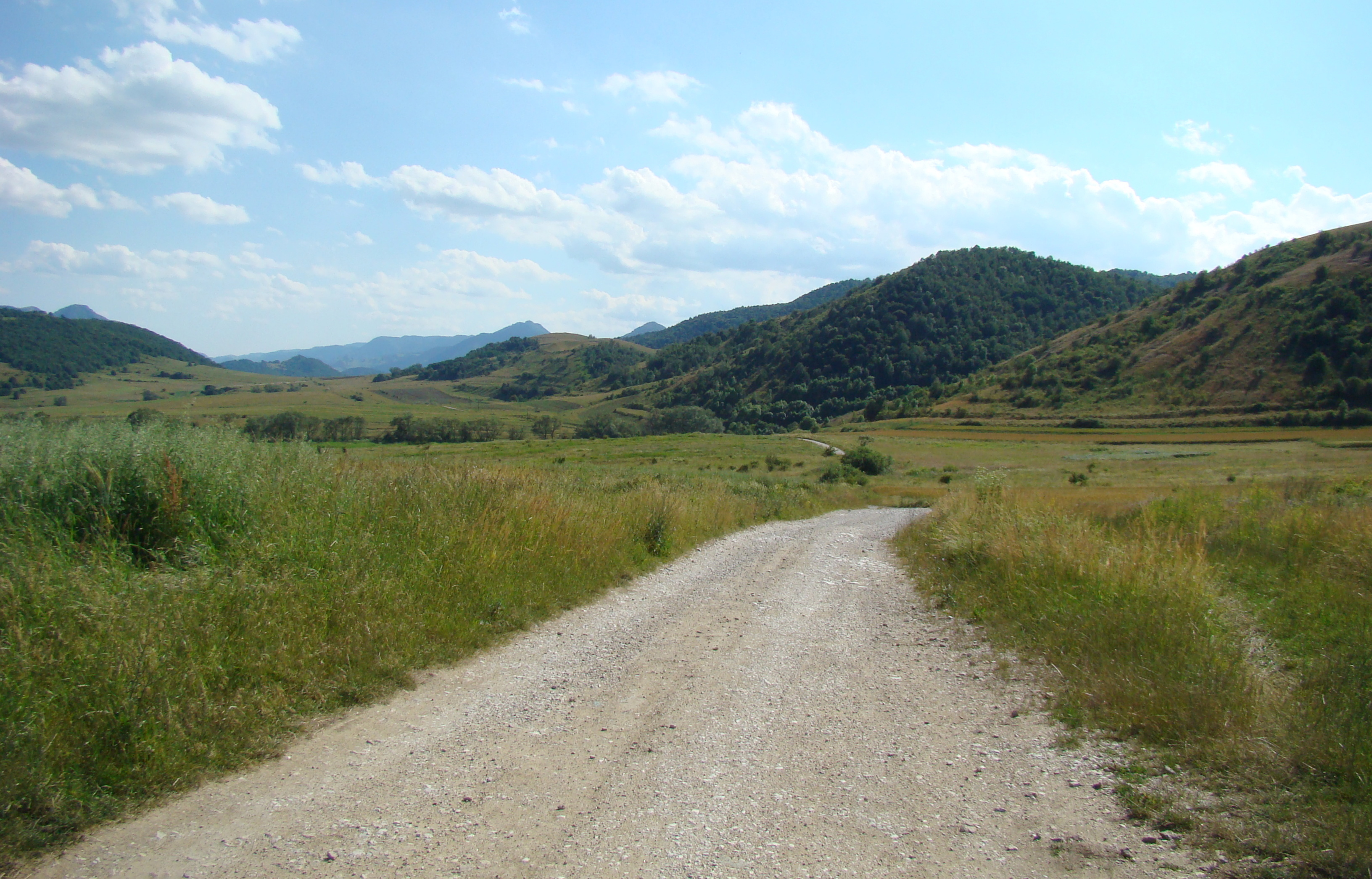
Drumul Petreștii de Sus-Borzești